# 何红
何红（1969年5月—），河南扶沟人，回族，无党派人士。中华人民共和国政治人物、第十三届全国人民代表大会河南省代表。

## 生平
2018年，何红被选为河南省出席第十三届全国人民代表大会代表。